# 예술, 음악 및 무용 고등 교육
예술, 음악 및 무용 고등 교육(이탈리아어: alta formazione artistica, musicale e coreutica 또는 AFAM)이라는 용어는 이탈리아 공화국의 대학 시스템에 속하는 예술 고등 교육을 나타낸다.
대학 및 연구부의 산하 기관으로 1999년에 설립되었다.

## 같이 보기
- 이탈리아의 교육